# Қазмедиа орталығы
«Қазмедиа орталығы» (с казах. — «Казмедиа центр») — современный деловой технологический комплекс, обеспеченный инфраструктурой для бесперебойного производства медиаконтента, и обеспечения качественного вещания для населения Республики Казахстан.
«Первоклассное техническое оснащение „Қазмедиа орталығы“ позволяет причислять его к самым передовым не только в Центральной Азии и странах СНГ, но и в мире.» - Н. А. Назарбаев
Телецентр представляет собой 22-х этажное здание, оборудованное для бесперебойного полного цикла производства медиаконтента и обеспечения качественного вещания национальных медиа в Казахстане.
Это 15 аппаратно-студийных блоков, в том числе Sky-студии с панорамными видами на Астану, виртуальная студия, многофункциональный киноконцертный зал, выставочные холлы, коворкинг зона, звукозаписывающие студии.
Вещание 5 телеканалов и 3 радиостанций производится на технологической базе «Қазмедиа орталығы».
Технические возможности медиацентра позволяют одновременно принимать сигналы в высоком качестве: до 7 с европейских (или азиатских) и до 23 каналов с казахстанских спутников. Таким образом «Қазмедиа орталығы» полностью обеспечивает прием трансляций по всему миру по заявкам телеканалов.

## История
Идею появления медиацентра начали разрабатывать с 2007 года. Архитектурный проект здания телецентра разработан турецкой компанией Tabanlıoğlu Architects, генеральным подрядчиком выступила турецкая строительная компания АО «Sembol construction», а технологическим оснащением занималась турецкая компания АKFA.

### Хронология
- 8 декабря 2010 года — начало строительства комплекса .
- 2011 год — строительство АО «Sembol construction» здания телерадиокомплекса с рабочим названием «Астана медиа центр» на территории, принадлежащей АО "Национальная компания «Қазақстан темір жолы».
- 17 марта 2011 года — зарегистрировано ТОО «Управляющая компания Телерадиокомплекса».
- 17 апреля 2012 года — дата утверждения Акта Государственной приемочной комиссии.
- 25 апреля 2012 года — постановлением Правительства Республики Казахстан № 518 создано ТОО "Управляющая компания «Қазмедиа орталығы», основным видом деятельности, которого определено функционирование здания «Қазмедиа орталығы» (название — инициатива Елбасы Н. А. Назарбаева) в городе Астане.
- 1 сентября 2012 года — официальное открытие медиацентра вместе с запуском первого круглосуточного телеканала «Хабар24».

## «Қазмедиа орталығы» сегодня
В помещениях телецентра постоянно работают:
- Хабар (телеканал)
- 24KZ
- Qazaqstan (телеканал)
- Балапан (телеканал)
- Первый канал «Евразия»
- Шалкар (радио)
- Jibek Joly (радио)
- Казахское радио

## Студии и залы
В здании имеются 15 съемочных студий, из которых: 
- 3 новостные студии;
- 4 больших съемочных павильона, каждая площадью более 800 м².;
— Студия с системой виртуальной и дополненной реальности (72,4 м².);
— Брифинг-центр Службы центральных коммуникаций при Президенте РК (СЦК);
— Гибридная студия на базе Большой звукозаписывающей студии (БЗС) площадью 417,5 м².
— 5 студий для производства программ площадью от 52 до 415 м²
Для радио контента — 4 эфирные студии (3 из них в работе, 1 в резерве) и 9 монтажных аппаратных.
Общая площадь всех студий составляет 6 534 м².
10 студий расположены на 1 этаже, 4 студии на 3 этаже, 1 студия SKY на 22 этаже здания.
Также на 1 этаже располагаются 2 малые звукозаписывающие студии, используемые телеканалами для дублирования контента.
Для производства телевизионного контента работают 73 монтажные аппаратные.

### Студия виртуальной и дополненной реальности аппаратно-студийный блок 3 (АСБ-3)
Система графического оформления VizRT Virtual Studio — это комплекс оборудования и программного обеспечения, способствующий внедрению инструментов виртуальной и дополненной реальности в производство телевизионного контента. На сегодняшний день данную систему используют 800 телеканалов мира, среди которых «FoxNews», «Discovery channel», «CCTV», «Aljazeera», «Eurosport 1» и другие.
Виртуальная система 3D позволяет отказаться от постройки и хранения громоздких и дорогостоящих декораций и видеостен, автоматизировать производство, при этом сохраняя возможность моментальной смены виртуальной сцены во время эфира

### Аппаратно-студийный блок 11
Роботизированная и автоматизированная студия производства новостей телеканала «Хабар24» — не имеет аналогов в Казахстане и на территории Средней Азии.
Благодаря внедрению роботизации и автоматизации в производство новостного контента, в 2017 году «Қазмедиа орталығы» удостоен Премии имени Владимира Зворыкина, за выдающиеся заслуги в области развития технологий и инженерных решений, которые привели к значительным улучшениям в производстве и воспроизведении аудио- и видеоконтента.
В студии установлены 4 роботизированные камеры.
Пробный тестовый запуск — март 2017 года, полный рабочий цикл — май 2017 года.
Особенностью данной студии является именно совмещение автоматизации эфира, роботизированной системы и действующего студийного оборудования в одно целое
Для проведения концертов, спектаклей, кинопоказов, форумов, конференций, в здании имеется:
- киноконцертный зал до 888 посадочных мест;

- выставочный (западный) холл площадью 1335 м².;

- конференц-зал на 21 этаже с панорамным видом на город площадью 225 м².

## Достижения компании
14 декабря 2012 года «Қазмедиа орталығы» официально стала полноправным членом Азиатско-Тихоокеанского вещательного союза
11 октября 2019 года «Қазмедиа орталығы» награждён дипломом победителя в республиканском конкурсе «Зеленый офис-2019»
15 сентября 2020 года «Казмедиа орталығы» победило в номинации «Проект года в Казахстане» международной премии за технологическое развитие телекомпаний, радиостанций, киностудий и видеоплатформ «TKT International Awards 2020»

## Генеральные директоры
- Сахариянов Канат Акылбаевич (18.06.2012-19.11.2014)
- Куанышев Жапсарбай Ильясович (30.12.2014-16.02.2015)
- Ескендиров Меир Гариполлаевич (16.02.2015-04.08.2015)
- Аюпов Мирболат Хайратович (05.08.2015-28.02.2018)
- Жунусова Ляззат Олжабаевна (с 05.05.2018-19.04.2022)
- Касымжанов Канат Сакенович (с 19.04.2022 года)

## Мероприятия
«Astana Media Week» — это ежегодное событие, направленное на развитие отечественной медиасферы и продвижение деловых отношений в индустрии на региональном уровне. Впервые проведена в 2017 году, традиционно проходит осенью, длительность 2-3 дня. В 2020 году из-за пандемии вышла в онлайн формат благодаря чему расширила аудиторию и собрала около 10 000 зрителей.
«Тұмар» — национальная телевизионная Премия за высокие достижения в области телевизионного мастерства, учреждена в 2017 году по инициативе Министерства информации и общественного развития Республики Казахстан.
«Үркер» — национальная Премия присуждается за лучшие достижения в области печатной, радио, интернет-журналистики, направлена на повышение престижа журналистики, утверждение профессиональных стандартов. Данная Премия проводится с 2017 года.